# Obelix
Obelix je izmišljeni junak, Galski heroj s nadljudskom snagom koju je dobio kad je kao dijete upao u lonac s čarobnim napitkom. Njegov posao, kada ne tuče Rimljane, je isporuka kamenih spomenika. Ima malog psa koji se na francuskom jeziku zove Idefix, a na engleskom Dogmatix. Obelix je gurman, a omiljena su mu jela divlji veprovi koje lovi s Asterixom. Obelix je dobričina, ali nije najbistriji i sve važne odluke prepušta Asterixu.